# Professor Laudiano de Árabe

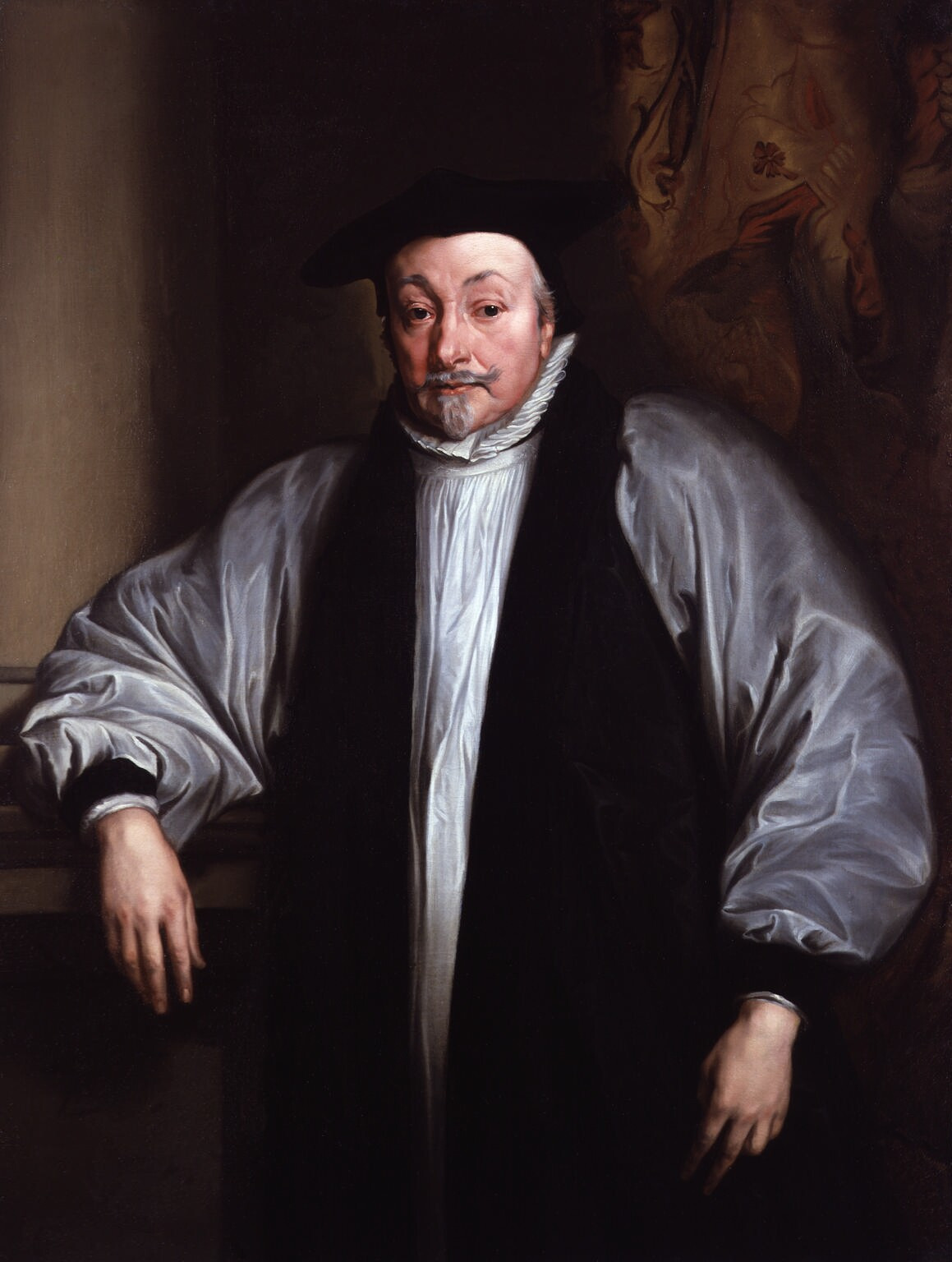
William Laud, fundador da cátedra

O cargo de Professor Laudiano de Árabe, agora conhecido como Professor Laudiano Abdulaziz Saud AlBabtain, na Universidade de Oxford, foi estabelecido em 1636 por William Laud, que na época era Chanceler da Universidade de Oxford e Arcebispo da Cantuária. O primeiro professor foi Edward Pococke, que estava trabalhando como capelão em Alepo, no que hoje é a Síria, quando Laud pediu que ele retornasse a Oxford para assumir o cargo. Os regulamentos de Laud para a cátedra exigiam que palestras sobre gramática e literatura árabe fossem ministradas semanalmente durante as férias da universidade e a Quaresma. Ele também previa que as palestras do professor fossem assistidas por todos os estudantes de medicina e bacharelados em artes da universidade, embora isso pareça não ter acontecido, já que Pococke tinha poucos alunos, apesar da previsão de multas para os faltantes. Em 1881, um estatuto universitário revogou os regulamentos de Laud e determinou que o professor lecionasse "nas línguas árabe, siríaca e caldeia", vinculando a cátedra a uma bolsa de estudos no St. John's College. Em 2016, uma grande doação do filantropo kuwaitiano Abdulaziz Saud Al Babtain ocasionou a mudança do nome da cátedra.
O padrão dos professores variou. O segundo professor, Thomas Hyde, é descrito pelo Dictionary of National Biography como um "orientalista medíocre", e uma história da universidade diz sobre o terceiro professor, John Wallis, que "ele não apenas não deu palestras durante a maior parte de sua longa gestão, mas também não fez nada para avançar o conhecimento." Pococke, Joseph White, Sir Hamilton Gibb e Alfred Beeston receberam muitos elogios por sua bolsa de estudos.
David Margoliouth (professor de 1889 a 1937) lecionou o programa dos exames finais em aulas teóricas ao longo de dois anos, forçando alguns alunos a abordar os textos mais difíceis no primeiro ano de estudo. Os professores sucessivos tiveram poucos alunos até depois da Segunda Guerra Mundial, quando o número aumentou devido à reputação do então professor, Gibb, e porque alguns estudantes britânicos se interessaram pela cultura árabe enquanto serviam no Oriente Médio durante a guerra. Julia Bray, a primeira mulher a ocupar o cargo, foi nomeada em 2012. A atual professora laudiana, Tahera Qutbuddin, foi nomeada em 2023 e é a primeira pessoa não europeia e muçulmana a ocupar o cargo.

## História

### Fundação
A posição de Professor Laudiano de Árabe na Universidade de Oxford foi estabelecida em 1636 por William Laud (Chanceler da Universidade de Oxford de 1630 a 1641 e Arcebispo da Cantuária de 1633 a 1645). Laud escreveu a Edward Pococke, que servia como capelão em Alepo no eialete de Alepo do Império Otomano (hoje na atual Síria) para melhorar seu conhecimento da língua e literatura árabe, solicitando seu retorno a Oxford para se tornar o primeiro Professor Laudiano. Pococke retornou em 1636 e deu sua palestra inaugural em 10 de agosto daquele ano. Laud também comprou livros em árabe para a Biblioteca Bodleiana, com a ajuda de Pococke. Laud dotou a cadeira com receitas de terras na paróquia de Bray, Berkshire. Quando tornou a doação perpétua em 1640, a universidade enviou-lhe uma carta de agradecimento, dizendo que ele havia "enriquecido grandemente" a biblioteca "importando a Arábia para Oxford", havia "desbloqueado o aprendizado da Barbária" (ou seja, a Costa da Barbária do norte da África) ao fornecer a cátedra e havia demonstrado "munificência incansável" ao dotar a cátedra. Laud reservou para si o direito de nomear professores subsequentes durante sua vida e, posteriormente, providenciou que os professores fossem nomeados pelo Presidente do St. John's College, Oxford, pelo Diretor do All Souls College, Oxford e pelo Diretor do New College, Oxford (ou pela maioria deles). Ele nunca exerceu esse direito, pois morreu em 1645, enquanto Pococke sobreviveu até 1691.